# صداهای خوش بهشت
«صداهای خوش بهشت» (انگلیسی: Sweet Sounds of Heaven) ترانه‌ای از گروه راک انگلیسی رولینگ استونز است که خوانندهٔ آمریکایی لیدی گاگا در آن حضور دارد. این ترانه در ۲۸ سپتامبر ۲۰۲۳ به عنوان دومین تک‌آهنگ از آلبوم استودیویی گروه هاکنی دایمندز (۲۰۲۳) منتشر شد.